# Bodenseekreis
Bodenseekreis là một huyện (Landkreis) nằm ở phía đông nam của tiểu bang Baden-Württemberg, Đức. Giáp ranh giới (từ phía tây theo chiều kim đồng hồ) với các huyện Konstanz, Sigmaringen, Ravensburg và Lindau. Ở phía nam, Lake Constance giáp biên giới với Thụy Sĩ và Áo.

## Xã và đô thị
| Thị trấn                                                              | Xã |
| --------------------------------------------------------------------- | --- |
| 1. Friedrichshafen 2. Markdorf 3. Meersburg 4. Tettnang 5. Überlingen | 1. Bermatingen 2. Daisendorf 3. Deggenhausertal 4. Eriskirch 5. Frickingen 6. Hagnau am Bodensee 7. Heiligenberg 8. Immenstaad am Bodensee 9. Kressbronn am Bodensee 10. Langenargen 11. Meckenbeuren 12. Neukirch 13. Oberteuringen 14. Owingen 15. Salem 16. Sipplingen 17. Stetten 18. Uhldingen-Mühlhofen |